# Liste der Kulturgüter in Degersheim
Die Liste der Kulturgüter in Degersheim enthält alle Objekte in Degersheim im Kanton St. Gallen, die gemäss der Haager Konvention zum Schutz von Kulturgut bei bewaffneten Konflikten, dem Bundesgesetz vom 20. Juni 2014 über den Schutz der Kulturgüter bei bewaffneten Konflikten sowie der Verordnung vom 29. Oktober 2014 über den Schutz der Kulturgüter bei bewaffneten Konflikten unter Schutz stehen.
Objekte der Kategorien A und B sind vollständig in der Liste enthalten, Objekte der Kategorie C fehlen zurzeit (Stand: 1. Januar 2023).

## Kulturgüter
| Foto |                                                                                           | Objekt                                                        | Kat. | Typ | Standort                                               | Beschreibung |
| ---- | ----------------------------------------------------------------------------------------- | ------------------------------------------------------------- | ---- | --- | ------------------------------------------------------ | ------------ |
| ja   | Datei hochladen · Wikidata zu Kloster Magdenau (Q1483472)                                 | Zisterzienserinnenkloster Magdenau KGS-Nr.: 08112             | A    | G   | Wolfertswil, Kloster Magdenau 916, 1.1 730722 / 251623 |              |
| ja   | Datei hochladen · Wikidata zu Ehemalige Pfarrkirche St. Verena (Q29523717)                | Ehemalige Pfarrkirche St. Verena KGS-Nr.: 08114               | A    | G   | Wolfertswil, St. Verena 1.1 730480 / 251420            |              |
| BW   | Datei hochladen · Wikidata zu Lämmlerwies, mittelalterliche Burgstelle (Q135311969)       | Lämmlerwies, mittelalterliche Burgstelle KGS-Nr.: 00132       | B    | F   | Wolfertswil, Lämmlerwis 730080 / 251400                |              |
| BW   | Datei hochladen · Wikidata zu Landegg, mittelalterliche Burgruine (Q135311982)            | Landegg, mittelalterliche Burgruine KGS-Nr.: 00301            | B    | F   | Wolfertswil, Landegg 728692 / 251628                   |              |
| ja   | Datei hochladen · Wikidata zu Reformierte Kirche (Q29786420)                              | Reformierte Kirche KGS-Nr.: 14014                             | B    | G   | Steineggerstrasse 10 732966 / 248608                   |              |
| BW   | Datei hochladen · Wikidata zu Villa Grauer (Q29786421)                                    | Villa Grauer KGS-Nr.: 14015                                   | B    | G   | Feldeggstrasse 9 732466 / 248299                       |              |
| BW   | Datei hochladen · Wikidata zu Ehemalige Stickerfabrik Grauer (Q29786417)                  | Ehemalige Stickerfabrik Grauer KGS-Nr.: 14016                 | B    | G   | Feldeggerstrasse 1, 3 / Taastrasse 13 732518 / 248414  |              |
| BW   | Datei hochladen · Wikidata zu Gasthaus Rössli mit Saal (Q29786419)                        | Gasthaus Rössli mit Saal KGS-Nr.: 14017                       | B    | G   | Wolfertswil, Magdenau 895, 1.1 730809 / 251508         |              |
| BW   | Datei hochladen · Wikidata zu Archiv des Zisterzienserinnenklosters Magdenau (Q135311821) | Archiv des Zisterzienserinnenklosters Magdenau KGS-Nr.: 16674 | B    | S   | Wolfertswil, Kloster Magdenau 916 730717 / 251622      |              |